# Erzgebirge

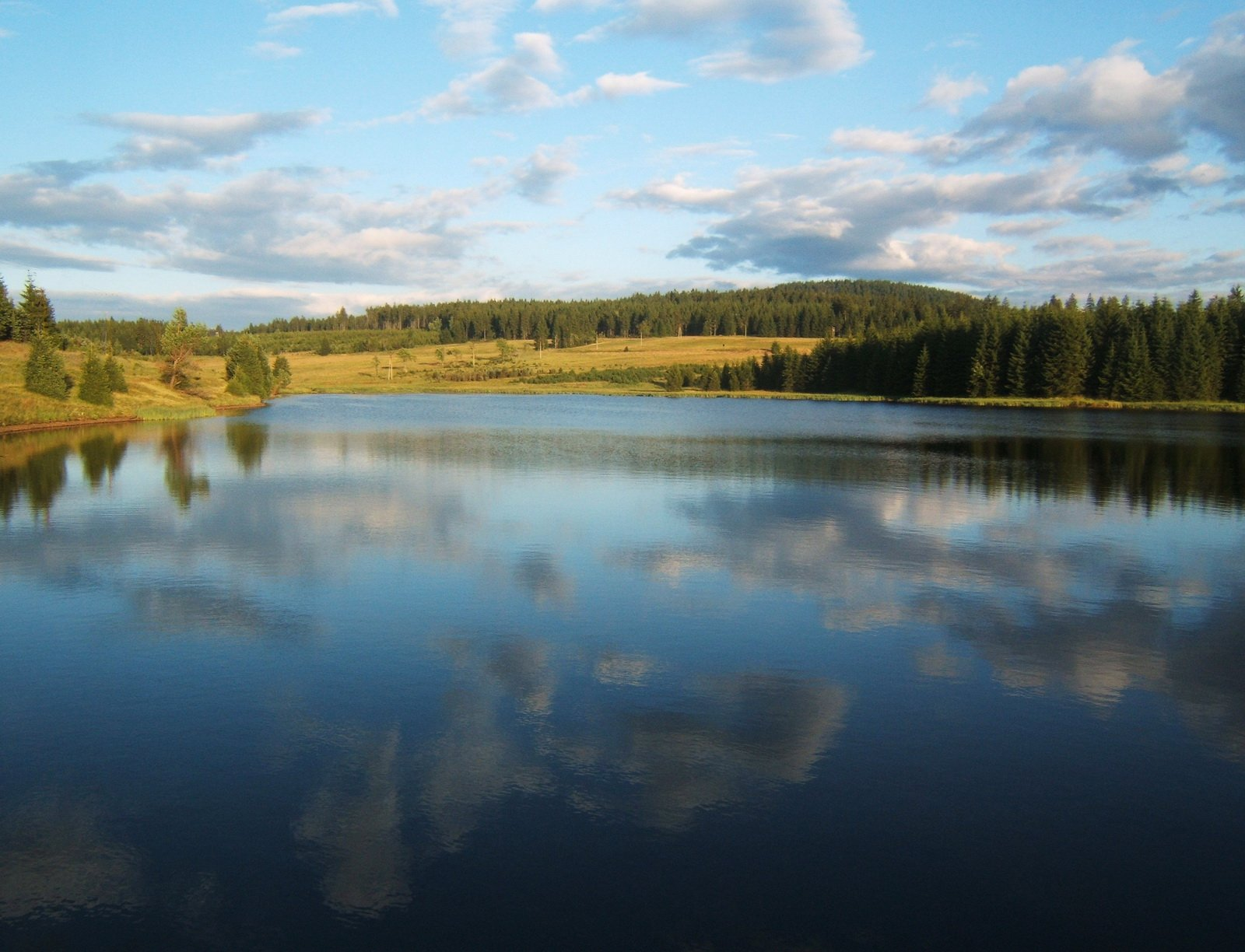
Sjö i Myslivny i Karlovy Vary.

Erzgebirge, tjeckiska Krušné hory (fil) (bägge kan översättas med malmbergen), är en bergskedja längs gränsen mellan Tjeckien och Tyskland. Den är cirka 150 km lång och i genomsnitt 40 km bred. De högsta topparna är Klínovec (tyska Keilberg) (1 244 m) i Karlovy Vary-regionen i Tjeckien och Fichtelberg (1 215 m), högsta punkten i tyska delstaten Sachsen. Ekonomiskt betydelsefull för regionen har varit den malmbrytning som förekom från 1100-talet till 1990-talet.
I öster gränsar bergskedjan mot Elbsandsteingebirge och i väster mot Elstergebirge. I söder är bergskedjan mycket brant, medan den sakta sluttar mot norr. Medelhöjden är 750 till 1 000 meter. I det hela är Erzgebirge närmast en mot nordväst lutande platå, genomskuren av slingrande floddalar.
Bergets kärna består av gnejs i nordost och av granit och paleozoiska skiffrar i sydväst. Erzgebirge är synnerligen rikt på malmer och lämnade i äldre tider stort utbyte av silver, bly, koppar, vismut, zink, kobolt, nickel och även tenn. I synnerhet under 1500-talet stod bergsbruket högt. Men sedan blev malmtillgångarna i det närmaste uttömda. Spetsknyppling, som här infördes 1541 av Barbara Uthmann, har en stark tradition. Andra hantverk som har långa traditioner i Erzgebirge är framställning av leksaker och prydnader, exempelvis nötknäppare, för julfirandet.

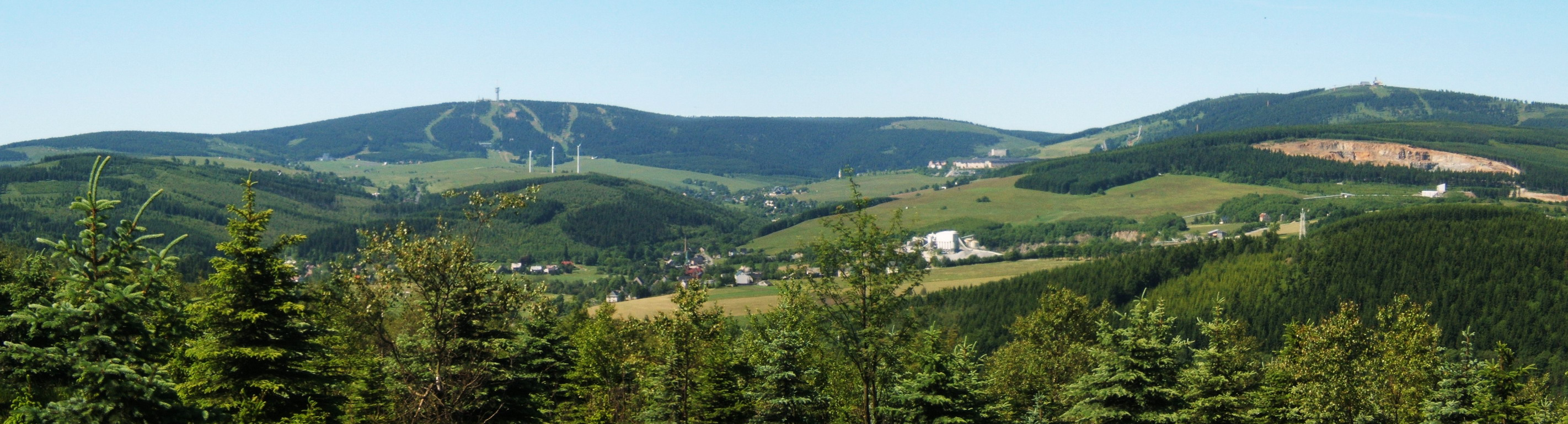
Panorama över Klínovec (till vänster om mitten) och Fichtelberg (till höger).